# Indagine su un parà accusato di omicidio
Indagine su un parà accusato di omicidio (Le Dernier Saut) è un film del 1970 diretto da Edouard Luntz.

## Edizione italiana
Nell'edizione italiana venne censurata una breve sequenza in cui i due amanti figurano a letto, con l'eliminazione dei fotogrammi nel momento in cui l'uomo abbraccia la donna, per una lunghezza complessiva di 2,35 metri.

## Critica
(Leo Pestelli)